# Prosopeia
Prosopeia és un gènere d'ocells de la família dels psitàcids.

## Taxonomia
El gènere va ser introduït l'any 1854 pel naturalista francès Charles Lucien Bonaparte. Segons la Classificació del Congrés Ornitològic Internacional (versió 2.5, 2010) aquest gènere està format per tres espècies:
- papagai emmascarat (Prosopeia personata).
- papagai escarlata (Prosopeia splendens).
- papagai granatós (Prosopeia tabuensis).